# Порто Виро
По̀рто Вѝро (на италиански: Porto Viro, до 1937, Taglio di Porto Viro, Тальо ди Порто Виро) е град и община в Северна Италия, провинция Ровиго, регион Венето. Разположен е на 2 m надморска височина. Населението на общината е 14 762 души (към 2014 г.).